# Кулаев, Владимир Павлович
Владимир Павлович Кулаев (укр. Володимир Павлович Кулаєв; род. 26 февраля 1958, Харьков) — советский футболист и украинский тренер. Известен как один из наиболее успешных тренеров в женском футболе Украины и по работе тренера-аналитика в клубах российской Премьер-Лиги.

## Карьера
Карьеру футболиста начал в Харькове, выступал за местные команды «Маяк» и дубль харьковского «Металлиста», заканчивал карьеру футболиста в Киргизской ССР в клубе «Алга» (Фрунзе).
Карьеру футбольного тренера начал в Кыргызстане, где возглавил женский футбольный клуб «Азалия» из Бишкека. В дальнейшие годы клуб стал одним из сильнейших в стране. В 1992 году с командой выиграл кубок чемпионов СНГ, за победу в турнире был награждён званием Заслуженный тренер Кыргызстана.
В 1993 году вместе с основой команды перебрался в Донецк, где в свою очередь основа и главный тренер местной команды «Дончанка» перебазировались в Запорожье. Под руководством Кулаева «Дончанка» дважды становилась Чемпионом Украины в 1994 и 1995 годах, команда также участвовала в международных турнирах.
В 1998 возглавлял мужской футбольный клуб «Нива» (Бершадь), выступавший во второй лиге. Но вскоре после старта сезона команда снялась с соревнований по финансовым причинам.
Затем возглавлял один из наиболее популярных марокканских клубов ВАК из Касабланки.
С 2002 по 2006 год тренировал главный женский футбольный клуб Харькова — «Жилстрой-1». Команда под его руководством дважды выиграла чемпионат Украины в сезонах 2003 и 2004.
В 2004—2006 был главным тренером женской сборной Украины по футболу, совмещал работу в сборной с работой в клубе «Жилстрой-1».
С июля по октябрь 2006 года возглавлял клуб высшей лиги Украины ФК «Харьков», покинул пост в связи со слабыми результатами.
В конце 2000-х годов вошёл в тренерский штаб Юрия Красножана в «Спартаке-Нальчике», занимал должность тренера-аналитика и начальника аналитического отдела. В аналогичной должности работал в штабе Юрия Красножана в московском «Локомотиве» и в краснодарской «Кубани».
В 2013 году тренер-аналитик в тренерском штабе Курбана Бердыева в казанском «Рубине». С декабря 2014 по май 2017 работал в аналогичной должности в ФК «Ростов». В 2017—2019 годах ассистент Бердыева в казанском «Рубине».
В марте 2020 возглавил «Салют Белгород».
Профессиональное образование:
- Харьковский институт физической культуры (1983)[6].
- Высшая школа тренеров в Москве (1997)[6].
- Стажировка в главном учебно-тренировочном центре Федерации футбола Италии в Коверчано (2011)[7].